# Nagano Osami
Nagano Osami (永野修身 Vĩnh Dã Tu Thân) (15 tháng 6 năm 1880 – 5 tháng 1 năm 1947) là một trong số các đô đốc của Hải quân Đế quốc Nhật Bản trong Thế chiến thứ hai. Ông là tư lệnh Hạm đội Liên hợp vào năm 1937 và là Tham mưu trưởng Hải quân Đế quốc Nhật Bản từ tháng 4 năm 1941 đến tháng 2 năm 1944.

## Cuộc đời
Nagano sinh tại Kōchi trong một gia đình có truyền thống samurai. Ông tốt nghiệp khóa 28 Học viện Hải quân Đế quốc Nhật Bản năm 1900, xếp hạng 2/105 học viên. Sau khi thực hành với quân hàm chuẩn úy trên tuần dương hạm Hashidate và thiết giáp hạm Asahi, ông được phong quân hàm chuẩn úy và làm việc trên tuần dương hạm Asama. Trong Chiến tranh Nga-Nhật, ông đã tham gia nhiều chức vụ trong bộ tham mưu, và đã từng tham gia vào cuộc công phá cảng Lữ Thuận khi chỉ huy một đơn vị pháo hải quân hạng nặng đặt trên đất liền.
Sau khi được phong quân hàm trung úy năm 1905, ông tham gia phục vụ trên thiết giáp hạm Shikishima. Ông tham gia khóa học về hải pháo và hàng hải từ 1905 đến 1906, và sau đó làm sĩ quan pháo thuật trên tuần dương hạm Itsukushima giai đoạn 1906-1908. Nagano tốt nghiệp Học viện Chiến tranh Hải quân năm 1909.
Ông được phong hàm thiếu tá năm 1910 và sau đó được bổ nhiệm làm sĩ quan pháo thuật trên thiết giáp hạm Katori. Từ tháng 1 năm 1913 đến tháng 4 năm 1915, ông là sĩ quan phiên dịch tại Hoa Kỳ trong thời gian ông theo học đại học Harvard.
Trong thời gian Thế chiến thứ nhất, ông làm sĩ quan điều hành trên tuần dương hạm Nisshin và Iwate. Ông được phong hàm đại tá năm 1918, và trở thành hạm trưởng lần đầu tiên (và cũng là lần duy nhất) trên tuần dương hạm Hirado năm 1919.

Chân dung đô đốc Nagano Osami trên trang bìa Tạp chí Time ngày 14 tháng 2 năm 1943

Từ tháng 12 năm 1920, Nagano được bổ nhiệm làm tùy viên quân sự tại Hoa Kỳ, trong thời gian này ông cũng đã tham dự Hội nghị Hải quân Washington. Ông trở về Nhật Bản tháng 11 năm 1923, và sau đó còn có 2 chuyến thăm chính thức Hoa Kỳ năm 1927 và 1933. Ông được phong hàm chuẩn đô đốc vào thời gian vừa trở về Nhật Bản.
Tháng 2 năm 1924, Nagano được bổ nhiệm làm Trưởng Bộ phận số 3 (Tình báo) của Bộ tổng tham mưu Hải quân Đế quốc Nhật Bản. Ông nằm quyền chỉ huy Hải đội 3 thiết giáp hạm vào tháng 12 năm 1924, và Hạm đội Viễn chinh Trung Hoa số 1 từ tháng 4 năm 1925. Tháng 12 năm 1927, ông được phong hàm phó đô đốc. Từ 1928 đến 1929, Nagano là hiệu trưởng Học viện Hải quân Đế quốc Nhật Bản và giai đoạn 1930-1931 là phó tổng tham mưu Hải quân. Ở cương vị này, ông đã từng tham dự Hội nghị Hải quân Geneva và Hội nghị Hải quân London năm 1930. Từ 1933 đến 1934, ông là chỉ huy trưởng Căn cứ Hải quân Yokosuka.
Nagano được phong hàm đô đốc vào ngày 1 tháng 3 năm 1934 và được bổ nhiệm vào Hội đồng Chiến tranh Tối cao. Ông sau đó đã làm trưởng đoàn đại diện hải quân đến dự Hội nghị hạn chế lực lượng hải quân London năm 1935. Trong hội nghị này, để phản đối sự bất bình đẳng giữa Anh, Mỹ với Nhật Bản về lực lượng hải quân, đoàn đại biểu Nhật Bản đã bị chính quyền Tokyo lệnh cho rời khỏi hội nghị. 
Nagano được bổ nhiệm làm Bộ trưởng Hải quân trong nội các của thủ tướng Koki Hirota năm 1936, và sau đó là Tổng tư lệnh Hạm đội Liên hợp năm 1937. Năm 1941, ông trở thành Tham mưu trưởng Hải quân, chức vụ cao cấp nhất của Hải quân Đế quốc Nhật Bản trong Thế chiến thứ hai. Tuy nhiên, ông lại không có khả năng lãnh đạo mạnh mẽ và chịu nhiều ảnh hưởng bởi cấp dưới, những người mà ông đã giao phó cho họ quá nhiều các kế hoạch chiến lược. Mặc dù là người ủng hộ cho kế hoạch "Nam tiến" (Nanshin-ron), ông lại phản đối việc gây chiến với Hoa Kỳ; theo ý kiến của ông, Nhật Bản hoàn toàn có thể đánh chiếm các thuộc địa của Anh và Hà Lan mà không cần phải tấn công trực tiếp Hoa Kỳ, những người theo chủ nghĩa cô lập trong chính phủ Hoa Kỳ sẽ ngăn chặn không cho nước này tuyên chiến với Nhật Bản. Nagano lúc đầu phản đối kế hoạch tấn công Trân Châu Cảng của đô đốc Isoroku Yamamoto, mang tên "Kế hoạch Z", nhưng đã phải miễn cưỡng chấp nhận khi Yamato tuyên bố sẽ từ chức nếu kế hoạch của mình không được chấp nhận.
Ngày 3 tháng 11, Nagano đã phê chuẩn lần cuối cùng "Chiến dịch Z" và đệ trình chính phủ, đưa cuộc tấn công Trân Châu Cảng chính thức trở thành một bộ phận trọng yếu trong toàn bộ kế hoạch chiến tranh của Nhật Bản. Sau đó, Thiên hoàng Chiêu Hòa đã chất vấn Nagano về ngày giờ và chi tiết tỉ mỉ hơn về cuộc tấn công. Nagano báo cáo với Thiên hoàng về các cuộc do thám và tin vào hiệu quả của cuộc tấn công bất ngờ sẽ kết thúc chiến tranh chớp nhoáng. Sau cùng, Thiên hoàng lưu ý Nagano không được bỏ qua sự đe dọa có thể xảy ra đối với những tàu ngầm địch ở châu Âu và những điều phải gánh chịu khi các tàu chở dầu bị phong tỏa.
Sau những thắng lợi đạt được ở giai đoạn đầu của Chiến tranh Thái Bình Dương, giữa Lục quân và Hải quân Nhật lại có 2 quan điểm chiến lược khác nhau. Tổng tham mưu trưởng Lục quân Sugiyama Hajime đề nghị củng cố vững chắc Đông Nam Á và Trung Quốc, buộc Anh-Mĩ phải đưa ra các điều kiện hòa bình và giành thế chủ động cho người Nhật nếu chiến tranh còn tiếp diễn. Trong khi đó, Nagano lại cho rằng cần phải liên tục tấn công để giữ kẻ địch luôn ở tư thế phòng thủ, nếu phòng thủ sẽ không giữ được những thành quả vừa qua, cần tiến hành các chiến dịch đánh chiếm Úc, Ấn Độ, Hawaii hoặc các căn cứ quan trọng khác trên Thái Bình Dương hay Ấn Độ Dương tạo vành đai phòng thủ từ xa. Cuối cùng quan điểm Hải quân đã thắng thế.
Năm 1943, Nagano được phong hàm Nguyên soái Hải quân Đại tướng (元帥海軍大将, tương đương Thủy sư đô đốc). Đến năm 1944, Nhật Bản đã phải gánh chịu những thất bại nghiêm trọng ngoài chiến trường khiến Nhật hoàng không còn tin tưởng vào Nagano. Với sự đồng ý của Thiên hoàng, thủ tướng Hideki Tōjō và Bộ trưởng Hải quân Shigetarō Shimada đã cách chức Tổng tham mưu trưởng của Nagano và chính Shimada đã ngồi vào chức vụ này. Nagano trong thời gian còn lại của cuộc chiến chỉ còn đóng vai trò cố vấn cho chính quyền. Ông bị Bộ Chỉ huy tối cao lực lượng Đồng Minh (Supreme Commander of the Allied Powers, gọi tắt SCAP) bắt vào năm 1945, và bị Tòa án quân sự Quốc tế Viễn Đông xếp vào tội phạm chiến tranh "Loại A". Khi bị các sĩ quan hải quân Hoa Kỳ phỏng vấn, ông đã được miêu tả là người "hợp tác triệt để", "nhiệt tình", "thông minh" và "khao khát phát triển mối quan hệ hữu nghị với Hoa Kỳ". Ông mất vì một cơn đau tim do biến chứng từ căn bệnh viêm phổi tại nhà tù Sugamo, Tokyo trước khi bị đem ra xét xử vào năm 1947.

## Sự nghiệp hải quân
- Chuẩn úy - 13 tháng 12 năm 1900
- Thiếu úy - 18 tháng 1 năm 1902
- Trung úy - 26 tháng 9 năm 1903
- Đại úy - 12 tháng 1 năm 1905
- Thiếu tá - 1 tháng 12 năm 1910
- Trung tá - 1 tháng 12 năm 1914
- Đại tá - 1 tháng 12 năm 1918
- Thiếu tướng Hải quân - 1 tháng 12 năm 1923
- Trung tướng Hải quân - 1 tháng 12 năm 1927
- Đại tướng Hải quân - 1 tháng 3 năm 1934
- Nguyên soái Đại tướng Hải quân - 21 tháng 6 năm 1943

### Sách
- Lê Vinh Quốc; Huỳnh Văn Tòng (1991), Cuộc chiến tranh Thái Bình Dương (1941-1945) - Tập 1, Việt Nam: Nhà xuất bản Giáo dục.
- Lê Đình Hà (2006), Cuộc đời Nhật Hoàng Hiro Hito, Hà Nội: Nhà xuất bản Thanh niên
- D'Albas, Andrieu (1965). Death of a Navy: Japanese Naval Action in World War II. Devin-Adair Pub. ISBN 0-8159-5302-X.
- Dull, Paul S. (1978). A Battle History of the Imperial Japanese Navy, 1941-1945. Naval Institute Press. ISBN 0-87021-097-1.
- Evans, David (1979). Kaigun: Strategy, Tactics, and Technology in the Imperial Japanese Navy, 1887-1941. US Naval Institute Press. ISBN 0870211927.
- Parshall, Johnathan (2005). Shattered Sword: The Untold Story of the Battle of Midway. Potomac Books. ISBN 1574889230.